# Meridiano 175 este
El meridiano 175 este de Greenwich es una línea de longitud que se extiende desde el Polo Norte atravesando el Océano Ártico, Asia, el Océano Pacífico, Nueva Zelanda, el Océano Antártico, y la Antártida hasta el Polo Sur.
Comenzando en el Polo Norte y dirigiéndose hasta el Polo Sur, este meridiano atraviesa:
| País, territorio o mar | Notas                                                          |
| ---------------------- | -------------------------------------------------------------- |
| Océano Ártico          | Mar de Siberia Oriental Mar de Chukotka                        |
| Rusia                  |                                                                |
| Mar de Bering          |                                                                |
| Océano Pacífico        |                                                                |
| Kiribati               | Atolón de Tabiteuea                                            |
| Océano Pacífico        | Pasa justo al oeste de la Little Barrier Island, Nueva Zelanda |
| Nueva Zelanda          | Isla Waiheke e Isla Norte                                      |
| Océano Pacífico        |                                                                |
| Nueva Zelanda          | Isla Norte                                                     |
| Océano Pacífico        |                                                                |
| Océano Antártico       |                                                                |
| Antártida              | Dependencia Ross, reclamada por Nueva Zelanda                  |